# カンジュオク県

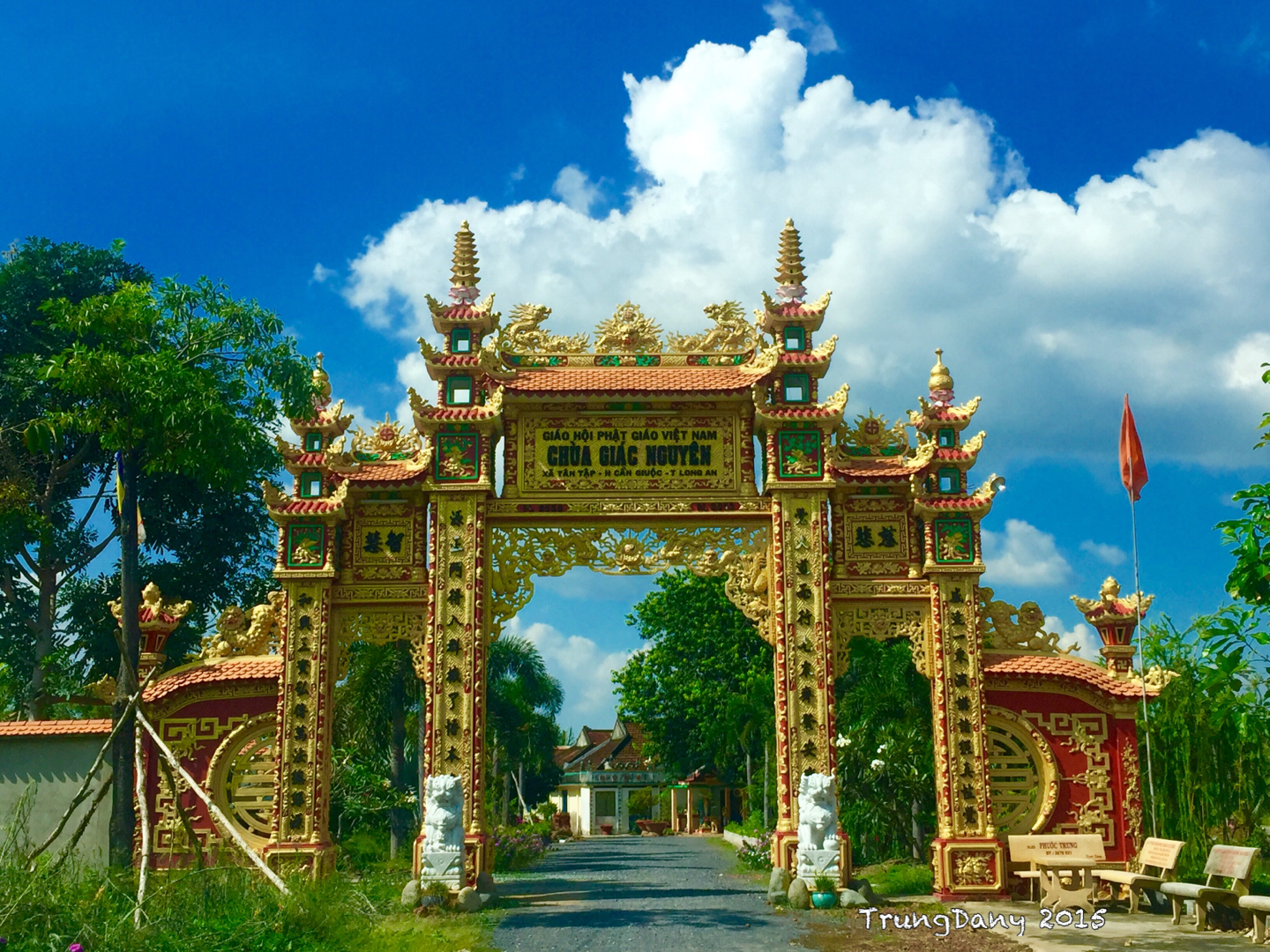
タンタップ社(新集社)の入口

カンジュオク県（カンジュオクけん、ベトナム語：Huyện Cần Giuộc / 縣芹湥?）は、ベトナム社会主義共和国ロンアン省の県。面積は210.198 km²、人口は209,836人（2019年）である。

## 行政区画
1市鎮14社から構成される。